# 名取篤
名取 篤（なとり あつし、1961年11月12日 - ）は、埼玉県浦和市（現さいたま市）出身の元サッカー選手、サッカー指導者。

## 経歴
浦和市立木崎小学校時代にサッカーを始め、浦和市立木崎中学校時代は県大会ベスト4の経験を持つ。
1977年に東京都の帝京高等学校へ進学。1年次の7月に行われた西ドイツ遠征メンバーに選出されると、冬の高校選手権ではスーパーサブとして優勝に貢献。2年次の秋にはU-20サッカー日本代表に選出され、翌1979年には清水市商高の風間八宏、仙台向山高の鈴木淳とともに1979 FIFAワールドユース選手権メンバーに選出され高校生トリオとして名前を馳せたが、名取には出場機会はなかった。
3年次の高校選手権では川添孝一らと共に2年ぶり3度目の優勝に貢献、この活躍により名取は一躍脚光を浴び、少年ファンや女性ファンから支持を得た。
卒業後の1980年に日本サッカーリーグ1部の三菱重工業サッカー部へ加入。人気先行とも揶揄されたが、1年目から出場機会を掴み、同年に新人王を獲得。3年目の1982年には、ユース代表での同僚でもある尾崎加寿夫らと共にリーグ優勝に貢献した。
1985年2月には日本代表に初招集され、韓国遠征に参加したが肉離れを起こしたため出場機会を得る事は出来なかった。その後、代表からは遠ざかったが1988年に再び招集を受け、同年6月5日のバイエル・レバークーゼン戦（国際Cマッチ）で代表デビューを飾った。同年夏に行われたヨーロッパ遠征メンバーにも名を連ね、同年10月26日の日韓定期戦でAマッチ初出場を果たした。
翌1989年には1990 FIFAワールドカップ予選、南米遠征に参加。同年7月23日のブラジル戦を最後に代表から退いた。
所属する三菱は、1980年代中盤以降は上位進出することは少なくなり1989年には2部リーグ降格を経験したが、帝京高の後輩である広瀬治らと共に長らく三菱の中盤を支えた。1992年に日本プロサッカーリーグ創設に伴い浦和レッドダイヤモンズと改組された後もチームに留まり、ベテラン選手として牽引。森孝慈監督の掲げた攻撃的サッカーの中ではボランチを務めた。しかしJリーグでは1993年、1994年は2年連続最下位と低迷、名取も1年目こそはリーグ戦26試合に出場を果たしたが、翌94年は構想外となり3試合出場に留まり、この年限りで現役を引退した。
引退後は指導者の道へ進み、1995年にユースチームのコーチに就任。その後も浦和レッズの下部組織の監督を歴任している。2018年10月、レディースチームのコーチに就任した。

## エピソード
- 前述の通り、帝京高校時代は人気選手として知られ、社会人となった後も三菱の練習場や試合会場には多数の追っかけファンが押しかけたという[5]。また1979年の高校選手権決勝、韮崎高校戦終了後には興奮した5000人の少年ファンがスタンドから飛び降り、ピッチに乱入。この騒動の最中に怪我人が発生する事態となった[6]。
- お笑いコンビとんねるずの2人とは高校の同級生であり、木梨憲武とはサッカー部のチームメイトだった。石橋貴明とは3年間同じクラスだった。

## 所属クラブ
- 浦和市立木崎中学校
- 帝京高校
- 1980年 - 1994年 三菱重工/三菱自動車/浦和レッズ

## 個人成績
| 国内大会個人成績 | 国内大会個人成績 | 国内大会個人成績 | 国内大会個人成績 | 国内大会個人成績 | 国内大会個人成績 | 国内大会個人成績 | 国内大会個人成績 | 国内大会個人成績 | 国内大会個人成績 | 国内大会個人成績 | 国内大会個人成績 |
| 年度             | クラブ           | 背番号           | リーグ           | リーグ戦         | リーグ戦         | リーグ杯         | リーグ杯         | オープン杯       | オープン杯       | 期間通算         | 期間通算         |
| 年度             | クラブ           | 背番号           | リーグ           | 出場             | 得点             | 出場             | 得点             | 出場             | 得点             | 出場             | 得点             |
| 日本             | 日本             | 日本             | 日本             | リーグ戦         | リーグ戦         | JSL杯/ナビスコ杯 | JSL杯/ナビスコ杯 | 天皇杯           | 天皇杯           | 期間通算         | 期間通算         |
| ---------------- | ---------------- | ---------------- | ---------------- | ---------------- | ---------------- | ---------------- | ---------------- | ---------------- | ---------------- | ---------------- | ---------------- |
| 1980             | 三菱             | 21               | JSL1部           | 18               | 3                | 1                | 0                | 5                | 0                | 24               | 3                |
| 1981             | 三菱             | 21               | JSL1部           | 15               | 1                | 4                | 1                | 2                | 0                | 21               | 2                |
| 1982             | 三菱             | 21               | JSL1部           | 14               | 1                | 0                | 0                | 2                | 0                | 16               | 1                |
| 1983             | 三菱             | 21               | JSL1部           | 14               | 1                | 1                | 0                | 1                | 0                | 16               | 1                |
| 1984             | 三菱             | 8                | JSL1部           | 18               | 0                | 2                | 0                | 1                | 0                | 21               | 0                |
| 1985             | 三菱             | 8                | JSL1部           | 21               | 0                | 2                | 0                | 3                | 1                | 26               | 1                |
| 1986-87          | 三菱             | 8                | JSL1部           | 22               | 2                | 0                | 0                | 2                | 0                | 24               | 2                |
| 1987-88          | 三菱             | 8                | JSL1部           | 21               | 0                | 3                | 0                | 2                | 0                | 26               | 0                |
| 1988-89          | 三菱             | 8                | JSL1部           | 17               | 1                | 4                | 1                | 1                | 0                | 22               | 2                |
| 1989-90          | 三菱             | 8                | JSL2部           | 25               | 0                | 1                | 0                | 1                | 0                | 27               | 0                |
| 1990-91          | 三菱             | 8                | JSL1部           | 19               | 0                | 2                | 0                | 2                | 0                | 23               | 0                |
| 1991-92          | 三菱             | 8                | JSL1部           | 21               | 0                | 1                | 0                | 2                | 0                | 24               | 0                |
| 1992             | 浦和             | -                | J                | -                | -                | 9                | 0                | 4                | 0                | 13               | 0                |
| 1993             | 浦和             | -                | J                | 28               | 0                | 1                | 0                | 2                | 0                | 31               | 0                |
| 1994             | 浦和             | -                | J                | 3                | 0                | 0                | 0                | 0                | 0                | 3                | 0                |
| 通算             | 日本             | 日本             | J                | 31               | 0                | 10               | 0                | 6                | 0                | 47               | 0                |
| 通算             | 日本             | 日本             | JSL1部           | 190              | 9                | 20               | 2                | 23               | 1                | 243              | 12               |
| 通算             | 日本             | 日本             | JSL2部           | 25               | 0                | 1                | 0                | 1                | 0                | 27               | 0                |
| 総通算           | 総通算           | 総通算           | 総通算           | 246              | 9                | 31               | 2                | 30               | 1                | 317              | 12               |

・JSL東西対抗戦（オールスターサッカー）　2回出場（1981年、1991年）

その他の公式戦
- 1990年
  - コニカカップ 6試合0得点
- 1991年
  - コニカカップ 2試合0得点

## 個人タイトル
- 日本サッカーリーグ新人王（1980年）

## 代表歴

### 出場大会
- ワールドユース日本大会 （1979年）

### 試合数
- 国際Aマッチ 6試合 0得点 (1988-1989)[2]

| 日本代表 | 国際Aマッチ | 国際Aマッチ | その他 | その他 | 期間通算 | 期間通算 |
| 年       | 出場        | 得点        | 出場   | 得点   | 出場     | 得点     |
| -------- | ----------- | ----------- | ------ | ------ | -------- | -------- |
| 1988     | 1           | 0           | 9      | 0      | 10       | 0        |
| 1989     | 5           | 0           | 4      | 0      | 9        | 0        |
| 通算     | 6           | 0           | 13     | 0      | 19       | 0        |

### 出場
| No. | 開催日         | 開催都市         | スタジアム                         | 対戦相手       | 結果 | 監督     | 大会               |
| --- | -------------- | ---------------- | ---------------------------------- | -------------- | ---- | -------- | ------------------ |
| 1.  | 1988年10月26日 | 東京都           | 国立霞ヶ丘競技場陸上競技場         | 韓国           | ●0-1 | 横山謙三 | 日韓定期戦         |
| 2.  | 1989年05月10日 | 東京都           | 国立西が丘サッカー場               | 中華人民共和国 | △2-2 | 横山謙三 | 国際親善試合       |
| 3.  | 1989年05月13日 | 岡山県           | 岡山県総合グラウンド陸上競技場     | 中華人民共和国 | ○2-0 | 横山謙三 | 国際親善試合       |
| 4.  | 1989年06月18日 | 愛知県           | 神戸総合運動公園ユニバー記念競技場 | 香港           | △0-0 | 横山謙三 | ワールドカップ予選 |
| 5.  | 1989年06月25日 | 平壌             |                                    | 北朝鮮         | ●0-2 | 横山謙三 | ワールドカップ予選 |
| 6.  | 1989年07月23日 | リオデジャネイロ |                                    | ブラジル       | ●0-1 | 横山謙三 | 国際親善試合       |

## 指導歴
- 1995年 - 浦和レッドダイヤモンズ
  - 1995年 - 1996年 ユースコーチ[7]
  - 1997年 - 1999年 ジュニアユース監督[7]
  - 2000年 トップチームコーチ[7]
  - 2001年 - 2003年 ユース監督[7]
  - 2004年 - 2009年 ジュニアユース監督[7]
  - 2010年 - 2018年 ジュニアユースコーチ
  - 2018年10月 - 2018年12月 レディースチームコーチ[8]
  - 2019年 - 2020年 育成スカウト
  - 2021年 - 2022年 ジュニアユースコーチ兼スカウト
  - 2023年 - ジュニアコーチ兼スカウト

## 著書
- 『赤い情熱を胸に秘めて・親愛なるサポーターたちへ』アストロ教育システム、1994年 ISBN 4755508525